# (4618) Shakhovskoj
(4618) Shakhovskoj est un astéroïde de la ceinture principale.

## Description
(4618) Shakhovskoj est un astéroïde de la ceinture principale. Il fut découvert le 12 septembre 1977 à Naoutchnyï par Nikolaï Tchernykh. Il présente une orbite caractérisée par un demi-grand axe de 2,62 UA, une excentricité de 0,29 et une inclinaison de 11,5° par rapport à l'écliptique.

## Compléments